# Repose-pied du roi Muryeong
Le repose-pied du roi Muryeong est un repose-pied et un des trésors nationaux de la Corée du Sud, le n°165.

## Découverte
Ce support ornemental de 20 cm de haut et 38 cm de long pour les pieds du roi mort a été découvert dans la tombe du roi Muryeong du Baekje à Geumseong-dong, Gongju, Chungcheong du Sud, en Corée du Sud. Un support ornemental de 39 cm de haut et 21,9 cm de long pour les pieds de la reine morte a également été découvert avec celui du roi. 

## Description
Il s'agit d'un bloc de bois trapézoïdal inversé avec une profonde découpe en forme de W dans la partie centrale pour les pieds du cadavre. La face avant est peinte en noir. Les faces avant et arrière sont décorées de nombreux motifs en forme de tortue représentés par des plaques d'or de 0,7 cm de long, mais certains de ces motifs sont cassés. Des fleurs à six pétales sont placées aux points d'intersection des plaques d'or ou au milieu de chacune d'elles. Celui de la reine est entouré d'un cadre doré de 4 mm d'épaisseur et sa face avant est peinte en rouge. Il est décoré de motifs de fleurs de lotus et de nuages. Elle présente des traces de soie qui était étalée à l'intérieur de la découpe en forme de W.

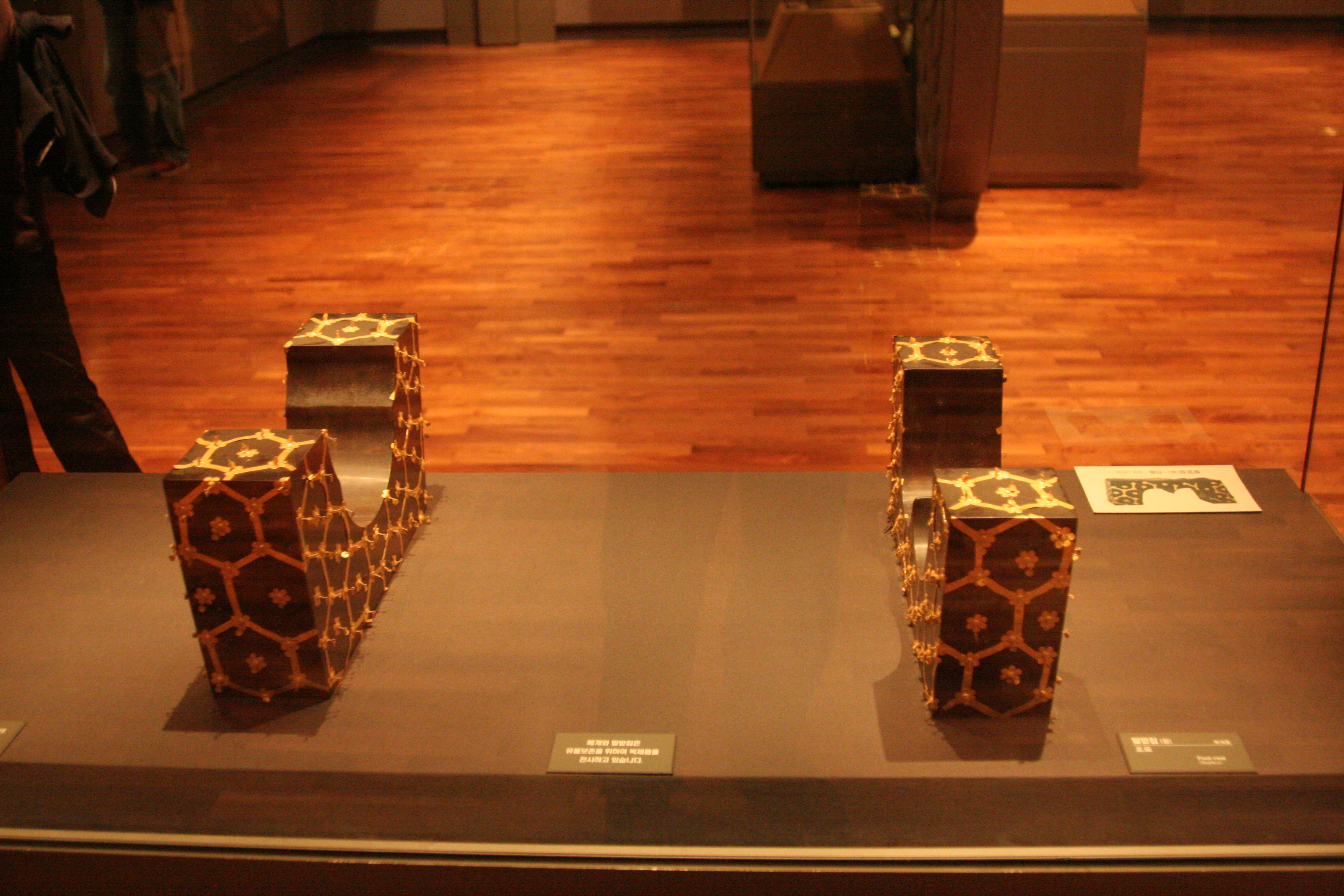
Le repose-pied et l'appuie-tête, lui aussi trésor national